# Tobie (prénom)

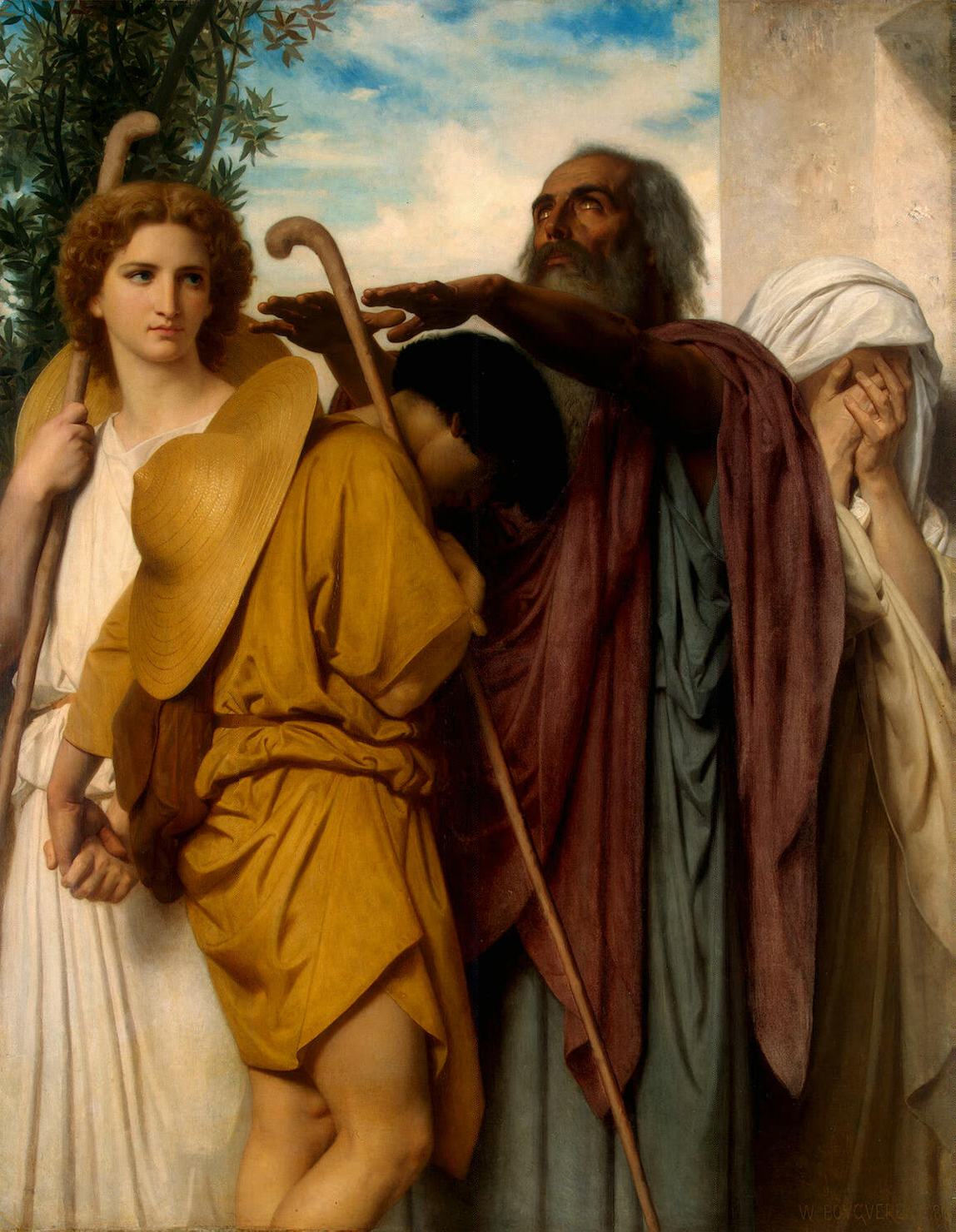
Tobie prenant congé de son père, peinture de William Bouguereau.

Tobie est le prénom du personnage principal du Livre de Tobie, dans la Bible hébraïque. Il vient de Τωβίας, la version grecque de Toviyah (טוביה) qui signifie « YHWH est bon » en hébreu. Ce prénom a été donné principalement dans les milieux protestants. Il est fêté le 31 janvier.
Sa forme anglaise est Tobias, avec pour variantes diminutives courantes Toby et Tobie. En allemand, c'est Tobias avec les variantes dimunitives Tobsen ou Tobi, et Tobbe en suédois.

## Dans la Bible
Outre Tobie, fils de Tobit, qui est à l'origine du prénom, d'autres personnages bibliques sont appelés ainsi:
- Tobie l'Ancien
- Tobie, père de Hircanus
- Tobie l'Ammonite
- Tobie, beau-frère d'Onias II, père du Joseph qui parvint à pacifier Ptolémée III Évergète
- Tobie, beau-fils d'Onias III

Enfin, on notera les Tobiades, une faction juive ammonite du début de la période maccabée. 